# Israel Escalante
Israel Enoc Escalante (Resistencia, Argentina; 9 de enero de 1999) es un futbolista argentino. Juega como extremo y su equipo actual es Boca Unidos del Torneo Federal A de Argentina.

## Trayectoria

### Boca Juniors
Llegó a las divisiones inferiores de Boca Juniors en el año de 2014, luego de superar las pruebas selectivas a cargo de los captadores Horacio Garcia y Diego Mazzilli. A través de las diversas Categorías se mostró como un jugador rápido, muy habilidoso y con llegada a gol, lo que lo llevó a ser catalogado como una de las futuras promesas del conjunto "Xeneize". 
En el Torneo de Reserva 2019-2020 logró destacarse, marcando 3 goles en 10 partidos disputados. El 3 de julio de 2020 firmó su contrato hasta 2023 con el equipo profesional de Boca Juniors.

### Independiente Medellín
El 8 de julio de 2020 se confirma la llegada de Israel Escalante al Independiente Medellín, uno de los clubes más tradicionales de Colombia en cesión por un año y medio con opción de compra.

### Liga Deportiva Alajuelense
El 8 de enero del 2022 se confirmó por medio de las redes sociales la llegada de este jugador en condición de préstamo por 1 año a Liga Deportiva Alajuelense.
Finalizada la temporada 2021-22, Israel Escalante tuvo participación en 13 partidos disputados, sin anotaciones, ofreciendo 3 asistencias para su equipo, logró sumar 90 minutos con el club. La Liga Deportiva Alajuelense llegó a las finales del torneo clausura contra el C.S Cartaginés, por lo que en esta ocasión Israel Escalante no fue convocado para estos juegos, la Liga Deportiva Alajuelense cayó derrotada en la final contra Cartago, en el marcador global 1-2.

## Estadísticas
Actualizado al último partido jugado el 16 de mayo de 2022.
| Club                              | Div.          | Temporada     | Liga  | Liga  | Liga   | Copas nacionales | Copas nacionales | Copas nacionales | Copas internacionales | Copas internacionales | Copas internacionales | Total | Total | Total  |
| Club                              | Div.          | Temporada     | Part. | Goles | Asist. | Part.            | Goles            | Asist.           | Part.                 | Goles                 | Asist.                | Part. | Goles | Asist. |
| --------------------------------- | ------------- | ------------- | ----- | ----- | ------ | ---------------- | ---------------- | ---------------- | --------------------- | --------------------- | --------------------- | ----- | ----- | ------ |
| Independiente Medellín · Colombia |               |               |       |       |        |                  |                  |                  |                       |                       |                       |       |       |        |
| 1.ª                               | 2019-20       | 10            | 2     | 2     | 0      | 0                | 0                | 2                | 0                     | 0                     | 12                    | 2     | 2     |        |
| 1.ª                               | Total club    | 10            | 2     | 2     | 0      | 0                | 0                | 0                | 0                     | 0                     | 12                    | 2     | 2     |        |
| Boca Juniors Argentina            |               |               |       |       |        |                  |                  |                  |                       |                       |                       |       |       |        |
| 1.ª                               | 2021-22       | 2             | 0     | 0     | 0      | 0                | 0                | 0                | 0                     | 0                     | 2                     | 0     | 0     |        |
| 1.ª                               | Total club    | 2             | 0     | 0     | 0      | 0                | 0                | 0                | 0                     | 0                     | 2                     | 0     | 0     |        |
| L. D Alajuelense · Costa Rica     |               |               |       |       |        |                  |                  |                  |                       |                       |                       |       |       |        |
| 1.ª                               | 2021-22       | 13            | 0     | 3     | 0      | 0                | 0                | 0                | 0                     | 0                     | 13                    | 0     | 3     |        |
| 1.ª                               | Total club    | 13            | 0     | 3     | 0      | 0                | 0                | 0                | 0                     | 0                     | 13                    | 0     | 3     |        |
| Total carrera                     | Total carrera | Total carrera | 25    | 2     | 5      | 0                | 0                | 0                | 2                     | 0                     | 0                     | 27    | 2     | 5      |
| Fuente:Transfermarkt              |               |               |       |       |        |                  |                  |                  |                       |                       |                       |       |       |        |